# Catharsius pseudovitulus
Catharsius pseudovitulus är en skalbaggsart som beskrevs av Müller 1941. Catharsius pseudovitulus ingår i släktet Catharsius och familjen bladhorningar. Inga underarter finns listade.